# Johannes Paulson
Johannes Paulson, född 14 mars 1855 i Välluvs socken, död 9 mars 1918 i Göteborg, var en svensk filolog och högskolelärare.
Johannes Paulsson var son till lantbrukaren Jöns Pålson och bror till Paul Paulson. Han avlade mogenhetsexamen i Lund 1877 och studerade därefter vid Lunds universitet och blev filosofie kandidat 1880, filosofie licentiat 1887 samt disputerade samma år för doktorsgraden med Studia Hesiodea I. De re metrica. År 1888 promoverades blev Paulsson filosofie doktor och docent i klassisk filologi vid Lunds universitet. Han blev 1887 extra ordinarie amanuens vid Lunds universitetsbibliotek samt tjänstgjorde som lärare vid Lunds privata elementarskola 1887–1891 och vid Lunds flickläroverk 1888–1889. Han var ordförande i Lunds studentkår 1885. År 1891 utnämndes Paulson till professor i klassiska språk vid Göteborgs högskola, vars rektor han var 1893–1899. År 1913 tvingades han ta avsked från professuren på grund av sjukdom. Åren 1892–1899 var han sekreterare i Kungliga Vetenskaps- och Vitterhets-Samhället i Göteborg.
Paulson var en mångsidig och lärd forskare med huvudvikten lagd på litterär analys. Bland hans skrifter märks Oidipus-sagan i den grekiska tragedien (1895), Ismene (1898), Komedier af Aristophanes (två band, 1901-1903; analyser med inlagda tolkningar av det grekiska originalet), en översättning av Euripiden Bachantinnorna (1907) samt Från antiken och från senare tider (1911). Till Paulsons 50-årsdag utkom en festskrift, Commentationes philologæ in honorem Iohannis Paulson (1905).